# 3725 Valsecchi
3725 Valsecchi è un asteroide della fascia principale. Scoperto nel 1981, presenta un'orbita caratterizzata da un semiasse maggiore pari a 2,6805310 au e da un'eccentricità di 0,2051410, inclinata di 11,40977° rispetto all'eclittica.
L'asteroide è dedicato all'astronomo italiano Giovanni Battista Valsecchi.